# Giovan Battista Andreini
Giovan Battista Andreini, também escrito Giambattista Andreini (Florença, 9 de fevereiro de 1579 — Reggio nell'Emilia, 7 de junho de 1654) foi um ator, dramaturgo e comediante italiano. Foi autor de textos dramáticos e de peças teatrais.

## Biografia
Filho de Francesco Andreini (nascido Francesco de' Cerrachi) e de Isabella Andreini (nascida Isabella Canali), comediantes famosos da companhia do Gelosi. Em 1594, depois de viver vários anos em Bolonha, entrou para a companhia dos pais, atuando no papel do jovem apaixonado com os nomes de Lélio e Florindo.
Entre 1601 e 1603 casou com Virginia Ramponi, também atriz, a quem Andreini dedicou sua primeira ópera "Florinda" (nome artístico da esposa). "Florinda" foi representada em 1603 em Florença na Accademia degli Spensierati. Andreini em 1601 fundou a companhia teatral do Fedeli, que atuou nas principais cortes italiana e europeia.
Em 1604, em Lyon, morre a mãe Isabella e a companhia do Gelosi é dissolvida: e Fedeli é contratada por Vincenzo I Gonzaga, duque de Mântua. Andreini escreve e publica "La saggia egiziana" em Florença, dedicado-a a Antonio de' Medici.
Em 1613 são realizadas as primeiras apresentações em Paris, no Hotel de Bourgogne para as apresentações públicas e no Louvre somente para a corte do rei da França. Em 1624 faz outra viagem a Paris, e em 1626 e 1628 viaja para Praga e permanece lá por algum tempo, a convite de Fernando II.
Em 1630, o ano da peste negra, retornou à Itália e em Bolonha sua esposa morre. Entre 1630 e 1634 escreveu o poema em oitava rima Il penitente, sobre o flagelo da peste negra. Com "La rosella" retorna ao seu estilo habitual e dá continuidade às apresentações (incluindo Verona, Vicenza, Veneza e Mântua). Casa-se com sua amante histórica, Virginia Rotari, também conhecido como Lídia.
Do ano 1643 ao 1647 Andreini parte novamente para a França, onde escreveu "L'ossequio" dedicada a Ana da Áustria, rainha da France. A partir de 1652 vive recluso em algumas de suas propriedades em Mântua, com sua esposa.
Segundo Virginio Mazzelli, um estudioso da vida de Andreini, a morte deste último deve ser datada entre os dias 7 e 8 de junho de 1654, em Reggio Emilia.

## Obras importantes
- Florinda (1603)
- Lo Schiavetto (1612)
- Adamo (1613)
- La Maddalena (1617)
- La Veneziana (1619)
- Il Mincio Ubbidiente (1620)
- Lelio Bandito (1620)
- La Sultana (1622)
- La Ferinda (1622)
- Amor nello Specchio (1622)
- Li Duo Lelii (1622)
- La Centaura (1622)
- Le Due Comedie in Comedia (1623)
- La Campanaccia (1627)
- Il Penitente (1631), poema em oitava rima
- La Rosella (1632)
- I Due Baci (1634)
- La Rosa (1638)
- Ismeria (1639)
- L'Olivastro (1642), poema em oitava rima
- Il nuovo risarcito convitato di pietra (1651)
- La maddalena lasciva e penitente (1652)